# Mistrzostwa SAFF w piłce nożnej
Mistrzostwa SAFF (ang. SAFF Championship) – turniej piłkarski w Azji Południowej organizowany przez South Asian Football Federation. Drużyny biorące udział w turnieju to Afganistan, Bangladesz, Bhutan, Indie, Malediwy, Nepal, Pakistan i Sri Lanka. Turniej zazwyczaj ma miejsce co 2 lata.
Turniej został organizowany w 1993 roku jako Złoty Puchar Południowoazjatyckiego Stowarzyszenia Współpracy Regionalnej (ang. South Asian Association of Regional Co-operation Gold Cup). W następnej edycji 1995 turniej otrzymał nazwę Złoty Puchar Azji Południowej (ang. South Asian Gold Cup). Potem do 2009 roku turniej nazywał się Złoty Puchar Południowoazjatyckiego Związku Piłki Nożnej (ang. South Asian Football Federation Gold Cup), a w 2011 nazwa została zmieniona na Mistrzostwa SAFF.
Od edycji 2005 nie było żadnego oficjalnego meczu o 3. miejsce. Stąd nie zostały nagrodzone drużyny, które zajęły miejsce trzecie lub czwarte. Półfinaliści są wymienione w kolejności alfabetycznej.

## Finały
| Rok            | Gospodarz          |            | Finał                  | Finał      | Finał       |             | Mecz o 3. miejsce | Mecz o 3. miejsce | Mecz o 3. miejsce |
| Rok            | Gospodarz          | Zwycięzca  | Wynik                  | 2. miejsce | 3. miejsce  | Wynik       | 4. miejsce        |                   |                   |
| 1993 Szczegóły | Pakistan           | Indie      | –(1)                   | Sri Lanka  | Nepal       | –(1)        | Pakistan          |                   |                   |
| 1995 Szczegóły | Sri Lanka          | Sri Lanka  | 1:0                    | Indie      | Bangladesz  | –(2)        | Nepal             |                   |                   |
| 1997 Szczegóły | Nepal              | Indie      | 5:1                    | Malediwy   | Pakistan    | 1:0         | Sri Lanka         |                   |                   |
| 1999 Szczegóły | Indie              | Indie      | 2:0                    | Bangladesz | Malediwy    | 2:0         | Nepal             |                   |                   |
| 2003 Szczegóły | Bangladesz         | Bangladesz | 1:1 po dogr. karne 5:3 | Malediwy   | Indie       | 2:1         | Pakistan          |                   |                   |
| 2005 Szczegóły | Pakistan           | Indie      | 2:0                    | Bangladesz | Malediwy    | –(2)        | Pakistan          |                   |                   |
| 2008 Szczegóły | Malediwy Sri Lanka | Malediwy   | 1:0                    | Indie      | Bhutan      | –(2)        | Sri Lanka         |                   |                   |
| 2009 Szczegóły | Bangladesz         | Indie(3)   | 0:0 po dogr. karne 3:1 | Malediwy   | Bangladesz  | –(2)        | Sri Lanka         |                   |                   |
| 2011 Szczegóły | Indie              | Indie      | 4:0                    | Afganistan | Malediwy    | –(2)        | Nepal             |                   |                   |
| 2013 Szczegóły | Nepal              | Afganistan | 2:0                    | Indie      | Malediwy    | –(2)        | Nepal             |                   |                   |
| 2015 Szczegóły | Indie              | Indie      | 2:1po dogr.            | Afganistan | Malediwy    | –(2)        | Sri Lanka         |                   |                   |
| 2018 Szczegóły | Bangladesz         | Malediwy   | 2:1                    | Indie      | Malediwy    | –(2)        | Pakistan          |                   |                   |
| 2021 Szczegóły | Malediwy           | Indie      | 2:1                    | Nepal      | Malediwy(4) | Malediwy(4) | Malediwy(4)       |                   |                   |
| 2023 Szczegóły | Indie              |            |                        |            |             |             |                   |                   |                   |

## Statystyki
| Lp. | Drużyna    | Mistrz | Wicemistrz | Lata triumfów                                  |
| --- | ---------- | ------ | ---------- | ---------------------------------------------- |
| 1.  | Indie      | 8      | 4          | 1993, 1997, 1999, 2005, 2009, 2011, 2015, 2021 |
| 2.  | Malediwy   | 2      | 3          | 2008, 2018                                     |
| 3.  | Bangladesz | 1      | 2          | 2003                                           |
| 3.  | Afganistan | 1      | 2          | 2013                                           |
| 5.  | Sri Lanka  | 1      | 1          | 1995                                           |
| 6.  | Nepal      | 0      | 1          |                                                |